# Citry
Citry település Franciaországban, Seine-et-Marne megyében. Lakosainak száma 924 fő (2022. január 1.). Citry Charly-sur-Marne, Crouttes-sur-Marne, Pavant, Nanteuil-sur-Marne, Saâcy-sur-Marne és Bussières községekkel határos.

## Népesség
A település népességének változása:
| Lakosok száma | 828  | 869  | 908  | 917  | 937  | 953  | 958  | 941  | 924  |
|               | 2013 | 2015 | 2016 | 2017 | 2018 | 2019 | 2020 | 2021 | 2022 |